# Viva da morire (singolo)
Viva da morire è un singolo della cantautrice italiana Paola Turci, pubblicato il 1º marzo 2019 come secondo estratto dall'album omonimo.

## Tracce
Download digitale
1. Viva da morire – 3:09

## Video musicale
Il videoclip è stato diretto da Damn Films, ovvero Marc Lucas e Igor Grbesic.